# Рай (Східний Сассекс)
Рай (англ. Rye) — невелике історичне місто в Англії, у графстві Східний Сассекс.

## Географія
Місто розташовано у двох милях (3,2 км) від морського узбережжя, на правому березі річки Ротер. Місто стоїть на пагорбі.

## Історія
Рибальське поселення на місці сучасного міста існувало ще до нормандського завоювання. У XIII столітті Рай, що став важливим морським портом, увійшов до складу п'яти портів (фр. Cinque ports) — групи привілейованих англійських портових міст. У Середньовіччі на Рай неодноразово нападали французи та, рідше, іспанці.
У XVIII столітті Рай був відомий як місто контрабандистів. Контрабандисти влаштували цілу мережу схованок у підвалах та інших підземеллях міста.
Поступово море відступило, і Рай втратив роль морського порту. Нині Рай знаходиться за три кілометри від моря.

## Пам'ятки
- Рай зберіг цілісну історичну забудову. Основні історичні вулиці — Мермейд-стріт, Вотчбелл-стріт і площа Черч. В основному будинки в Раї належать до XV—XVIII століть.
- Замок Рай, також відомий як Вежа Вайперс (Ypres Tower). Зведений у 1249 році. Нині у замку розміщено музей.
- Міська брама (розташована на перехресті вулиць Гайдерс-кліфф, Ленд-гейт і Тауер-стріт)
- Церква Святої Мері. Заснована у XII столітті. У церкві розташований годинник, збудований 1561 року. Особливість годинника — маятник довжиною 18 футів, що качається у приміщенні церкви.
- Замок Кембер (розташований у 1,5 кілометрах від міста) — форт, заснований у XVI столітті. Вежу було зведено між 1512 та 1514 роками. Згодом цю вежу було включено до складу включена форту, збудованого у 1534—1544 роках.

## Економіка
Основа економіки — туризм. Також значний розвиток має риболовля.

## Транспорт
Через Рай проходить автомобільний шлях A259.
У Раї є залізнична станція гілки, що йде з Брайтона в Ешфорд (залізнична лінія Маршлінк).
Рай обслуговується автобусами маршруту 711 Stagecoach Bus, що з'єднує Дувр і Гастінгс, а також автобусами маршруту 344. Автобуси ходять з інтервалом в одну годину.